# Lokalna
Lokalna – tygodnik, członek Stowarzyszenia Gazet Lokalnych. Ukazuje się na terenie powiatu mińskiego oraz w Warszawie Wesołej. Od 3 stycznia 2002 roku do 31 maja 2007 roku redaktor naczelną była Monika Agopsowicz, a wydawcą firma Wodnik s.c. z siedzibą w Sulejówku. Później redaktorem naczelnym był Marcin Pietraszek, a wydawcą przez rok i 4 miesiące jego firma Empemedia z Mińska Mazowieckiego. 1 października 2008 r. na 7 lat wydawcą stała się Agencja TiO Paweł Kozera z Legionowa. Od 1 października 2015 r. wydawcą jest firma Ogród Nowiny. Redaktor naczelną jest Eliza Woźnicka-Nowińska (od 1 stycznia 2009 roku). Tygodnik ukazuje się we wtorki, ma format A3 i dodatek z programem TV.